# Водолій (сузір'я)
Водолі́й (лат. Aquarius) — велике зодіакальне сузір'я, розташоване між Козорогом та Рибами.
Сонце перебуває у сузір'ї Водолія з 16 лютого до 12 березня.

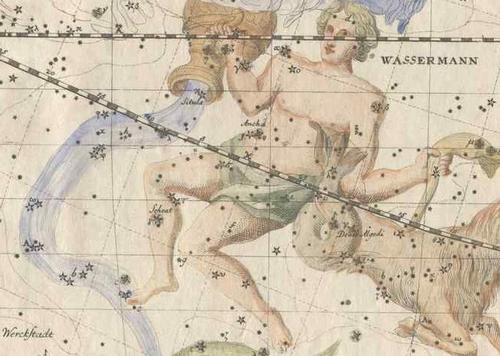
Уявлення людей про зображення Водолія

Одне зі стародавніх сузір'їв. Включене до каталогу зоряного неба Клавдія Птолемея Альмагест.

## Зорі
α Водолія — 2,93m, β Водолія — 2,87m, δ Водолія — 3,28m.

## Інші цікаві об'єкти
- У сузір'ї розташовані три об'єкти з каталогу Мессьє — кулясті скупчення М2 та M72 і розсіяне скупчення M73.
- Відомі планетарні туманності — Равлик і Сатурн.
- Червоний карлик Глізе 876 — перша відкрита планетна система навколо червоного карлика з чотирма екзопланетами. Одна з них належить до планет земної групи, має масу 6,6 маси Землі[1].
- У 2008 році астрономи відкрили BD -22°5866 — кратну зорю з чотирма компонентами[2].

## Посилання

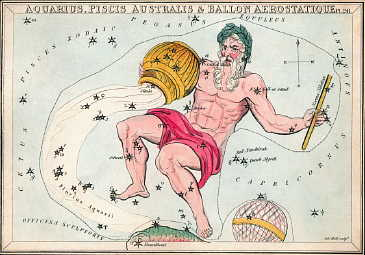
Сузір'я Водолія із «Дзеркала Уранії», набору тематичних карток опублікованих у Лондоні, бл. 1825